# Gioiosa Entrata

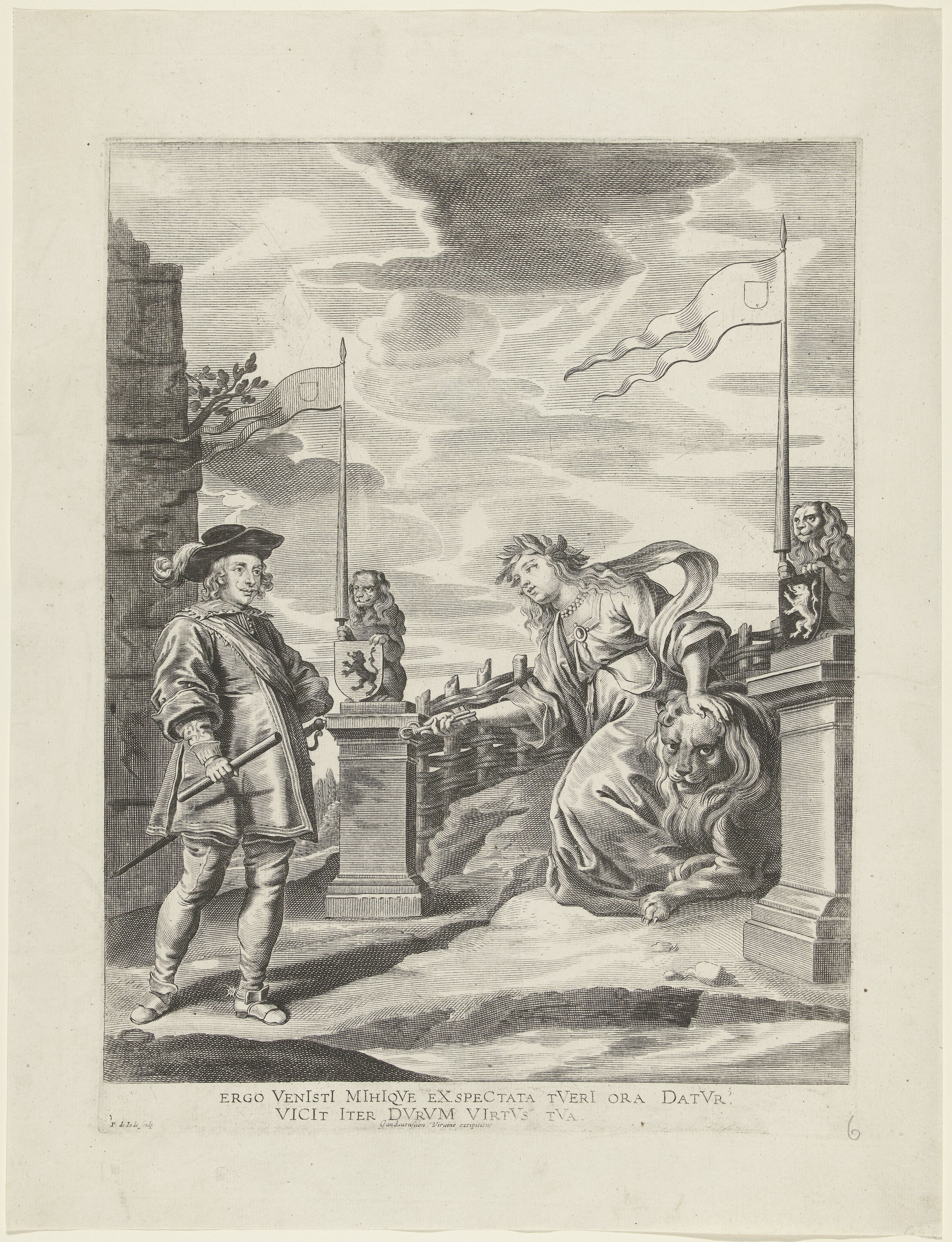
Ferdinando riceve le chiavi della città dalla Vergine di Gand, stampa da un dipinto di Antoon van den Heuvel realizzato per la Gioiosa Entrata del cardinale-infante Ferdinando a Gand nel 1635

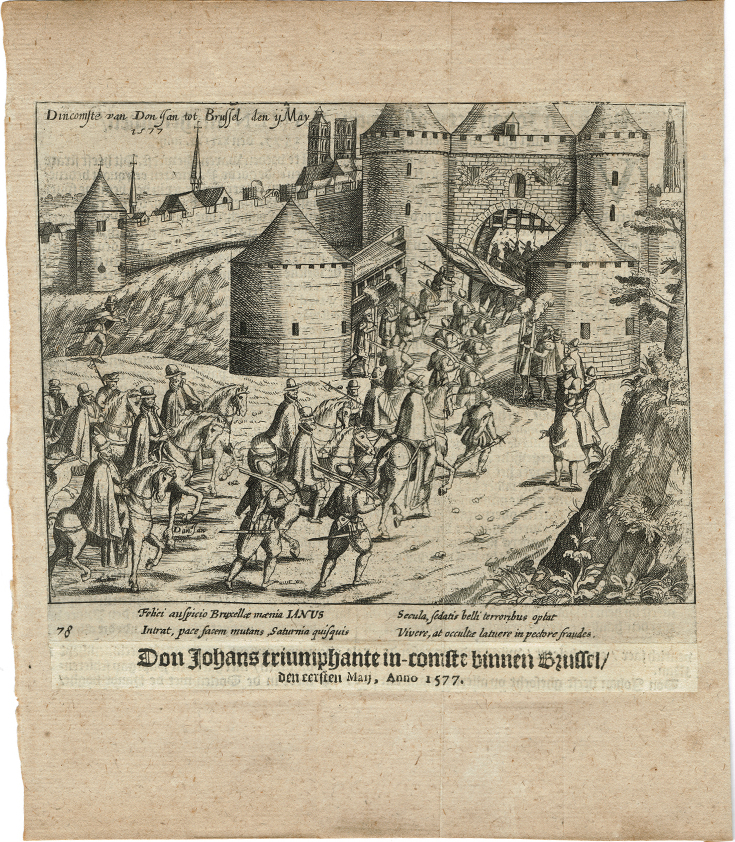
La Gioiosa Entrata di Giovanni d'Austria a Bruxelles, 1º maggio 1577. Stampa da Le guerre di Nassau di W. Baudartius, Amsterdam 1616.

La Gioiosa Entrata (Blijde Intrede, Blijde Inkomst o Blijde Intocht in olandese, Joyeuse Entrée in francese) è il nome ufficiale utilizzato per un ingresso reale — ovvero la prima visita pacifica di un regnante in una città — nel Ducato di Brabante e nella Contea delle Fiandre, anche se tale cerimonia venne talvolta a tenersi anche nel Lussemburgo o in Ungheria, spesso coincidendo con la concessione di particolari privilegi o diritti a una specifica città, o talvolta per estenderli.
La più recente delle Gioise Entrate ha avuto luogo nel 2013 in onore del nuovo re del Belgio.

## Ricevimento cerimoniale
Una Gioiosa Entrata è una forma particolare di una forma più generalizzata per l'accoglienza di personaggi di rilievo o monarchi regnanti nelle loro città che già dal medioevo aveva trovato una propria codicizzazione. Gli artisti più validi dell'epoca si dedicavano a realizzare strutture temporanee decorate come archi di trionfi, mentre gruppi di musici e attori spesso tenevano spettacoli nelle tappe dove la processione era solita fermarsi, mentre le case lungo le strade principali si adornavano di bandiere, fiori e spesso le fontane civiche venivano riempite di vino. Tale costume ebbe origine nel corso del medioevo e proseguì sino alla Rivoluzione francese, anche se con l'avvento del protestantesimo tale pratica ebbe sempre meno presa nei paesi che lo adottarono. Il Belgio è ad esempio uno dei paesi che ancora oggi ha mantenuto questa tradizione alla proclamazione di un principe ereditario, al suo matrimonio o alla sua ascesa al trono.

## Carta delle libertà
Nel Ducato di Brabante il termine di Gioiosa Entrata viene applicato anche ad una carta delle libertà che ogni nuovo sovrano era tenuto a rispettare giurando alla sua ascesa al trono e risaliva nella sua forma più antica alla Gioiosa Entrata del 1356. Una delle funzioni del Consiglio del Brabante era di assicurarsi che ogni nuova legislazione non fosse contraria ai termini della Gioiosa Entrata.

## Regno del Belgio
Nel Belgio questo ricevimento cerimoniale è stato ripreso in auge nel 1830 e continua sino ai nostri giorni. Le entrate cerimoniali vengono tenute di solito nelle capitali delle province a seguito dell'intronazione del nuovo sovrano. Lo stesso succede per il duca di Brabante, il quale dopo il suo matrimonio presenta con questo atto la nuova duchessa di Brabante al pubblico. La più recente di queste Gioiose Entrate è stata organizzata in onore di re Filippo del Belgio e della regina Matilde nel 2013.

## Alcune Gioiose Entrate notabili
- Nel 1356, la Gioiosa Entrata a Bruxelles, di Giovanna e di suo marito Venceslao I di Lussemburgo, divenuta duchessa di Brabante alla morte di suo padre Giovanni il Trionfante.[9][10]
- Nel 1407?, la Gioiosa Entrata di Giovanni di Borgogna.[11]
- Nel 142?, la Gioiosa Entrata di Filippo il Buono.[11]
- Nel 1464, la Gioiosa Entrata a Sopron di re Mattia d'Ungheria — atipica.[12]
- Nel 1467, la Gioiosa Entrata a Gand di Carlo il Temerario.[11][13][14]
- Nel 1468, la Gioiosa Entrata a Bruges, di Carlo il Temerario e Margherita di York.[15]
- Nel 1478, la Gioiosa Entrata ad Anversa, di Massimiliano d'Austria.[3]
- Nel 1493?, la Gioiosa Entrata a Malines, di Massimiliano d'Austria (e di sua figlia minore, Margherita)
- Nel 1496, la Gioiosa Entrata a Bruxelles, di Giovanna la Pazza.[3]
- Nel 1501, una serie di Gioiose Entrate nell'Hainaut, in Piccardia, nell'Île-de-France, nello Champagne, in Borgogna e nella Franca Contea, di Filiberto II di Savoia e Margherita d'Austria dopo il loro matrimonio, e l'anno successivo la Gioiosa Entrata della coppia a Bourg-en-Bresse.[2][16]
- Nel 1507, la Gioiosa Entrata a Malines, della vedova di Filiberto, Margherita, come reggente dei Paesi Bassi.[16][17]
- Nel 1515, la Gioiosa Entrata a Bruges, Gand, Anversa e Leida, del giovane principe Carlo.[2][13][18][19]
- Nel 1520, la Gioiosa Entrata a Bruges, da parte del giovane re Carlo
- Nel 1548, la Gioiosa Entrata a Lione di Enrico II di Valois.[20]
- Nel 1549, una serie di Gioiose Entrate nei Paesi Bassi ad opera di Carlo V e di suo figlio Filippo II di Spagna ad (tra le altre città) Anversa, Bruxelles e Bruges.[21][22]
- Nel 1550, la Gioiosa Entrata a Rouen, di Enrico II di Valois.[20]
- Nel 1561?, la Gioiosa Entrata a Malines, di Granvelle, come arcivescovo.[23]
- Nel 1577, la Gioiosa Entrata a Bruxelles, di Giovanni d'Austria come governatore dei Paesi Bassi spagnoli.[24]
- Nel 1578, la Gioiosa Entrata a Bruxelles, del principe Mattia.[25]
- Nel 1582, la Gioiosa Entrata ad Anversa, Bruges e Gand, di Francesco, duca d'Angiò.[13]
- Nel 1594, la Gioiosa Entrata a Bruxelles ed Anversa, dell'arciduca Ernesto d'Austria
- Nel 1599–1600, un tour di Gioiose Entrate a Lovanio, Bruxelles, Malines, Anversa, Gand, Bruges, Tournai, etc., dell'arciduca Alberto e dell'infanta Isabella.[26][27][28][29]
- Nel 1635, la Gioiosa Entrata del cardinale-infante Ferdinando d'Asburgo ad Anversa (decorazioni disegnate da Gaspar Gevartius, Theodoor van Thulden e Rubens) ed a Ghent.[28][30][31]
- Nel 1891, la Gioiosa Entrata nel Lussemburgo, di Adolfo e sua moglie Adelaide.[32]